# Capitalismo de Estado
El capitalismo de Estado es una denominación utilizada para referirse a los sistemas económicos en los que el Estado realiza actividades económicas mediante empresas estatales (incluidos los procesos de acumulación de capital, gestión centralizada y trabajo asalariado), o cuando existen agencias gubernamentales corporativas (organizadas según las prácticas de gestión empresarial) o de empresas públicas, como las empresas que cotizan en bolsa en las que el Estado tiene acciones de control. El alcance del concepto varía según los autores y corrientes políticas, sociológicas y económicas.
La literatura marxista define al capitalismo de Estado como un sistema social que combina el capitalismo con la propiedad o el control de un Estado. Según esta definición, un país capitalista de Estado es aquel en el que el gobierno controla la economía y esencialmente actúa como una gran corporación única, extrayendo plusvalía de la fuerza laboral para invertirla en una mayor producción. Esta designación se aplica independientemente de los objetivos políticos del Estado, incluso si el Estado se autodenomina socialista, república, monarquía o democracia.
El capitalismo de Estado es utilizado por varios autores en referencia a una economía capitalista privada controlada por un Estado, es decir, una economía privada que está sujeta a la planificación económica y al intervencionismo. También se ha utilizado para describir las economías controladas de las grandes potencias durante la Primera Guerra Mundial. Alternativamente, el capitalismo de Estado puede referirse a un sistema económico donde los medios de producción son de propiedad privada, pero el Estado tiene un control considerable sobre la asignación de crédito e inversión. Este fue el caso de los países de Europa occidental durante el consenso de posguerra y de Francia durante el período del dirigismo posterior a la Segunda Guerra Mundial. Otros ejemplos incluyen Hungría bajo Viktor Orbán, Rusia bajo Vladímir Putin, Singapur bajo Lee Kuan Yew y Turquía bajo Recep Tayyip Erdoğan, así como dictaduras militares durante la Guerra Fría y regímenes fascistas como la Alemania nazi.
El capitalismo de Estado también se ha utilizado (a veces de manera intercambiable con el capitalismo monopolista estatal) para describir un sistema en el que el Estado interviene en la economía para proteger y promover los intereses de las empresas a gran escala. Noam Chomsky, un socialista libertario, aplica el término 'capitalismo de Estado' a la economía de los Estados Unidos, donde las grandes empresas que se consideran "demasiado grandes para caer" reciben rescates gubernamentales financiados con fondos públicos que mitigan la asunción de riesgo de las empresas y socavan el mercado leyes, y donde la producción privada es financiada en gran parte por el Estado a expensas del público, pero los propietarios privados obtienen las ganancias. Esta práctica se contrasta con los ideales tanto del socialismo como del capitalismo del laissez-faire.
Existen varias teorías y críticas del capitalismo de Estado, algunas de las cuales existían antes de la Revolución de Octubre. Los temas comunes entre ellos identifican que los trabajadores no controlan significativamente los medios de producción y que las relaciones sociales capitalistas y la producción con fines de lucro todavía ocurren dentro del capitalismo de Estado, fundamentalmente conservando el modo de producción capitalista. En Del socialismo utópico al socialismo científico (1880), Friedrich Engels argumentó que la propiedad estatal no acaba con el capitalismo en sí mismo, sino que sería la etapa final del capitalismo, consistente en la propiedad y gestión de la producción y comunicación a gran escala por parte del Estado burgués. Argumentó que las herramientas para acabar con el capitalismo se encuentran en el capitalismo de Estado. En El imperialismo, fase superior del capitalismo (1916), Lenin afirmó que la Primera Guerra Mundial había transformado el capitalismo laissez-faire en el capitalismo de Estado monopolista.
En 2012 la revista británica The Economist editó un número íntegramente dedicado al auge que está teniendo el capitalismo de Estado en la actualidad. Diversos estudiosos han considerado que los siguientes países han adoptado diversas variantes de capitalismo de Estado:
Abu Dhabi.
Arabia Saudita,
Argentina,
Bolivia,
Brasil,
Chile,
China desde 1949,
Colombia,
Corea del Sur,
Dinamarca,
Dubái,
Filipinas,
la India desde su independencia,
Israel,
Japón,
Kuwait,
Libia,
Malasia,
México,
Noruega,
Panamá,
Perú,
Catar,
Rusia,
Singapur,
Suecia,
Turquía,
Unión Soviética y los países comunistas del bloque soviético,
Venezuela, 
Vietnam, entre otros.

## Orígenes y uso temprano

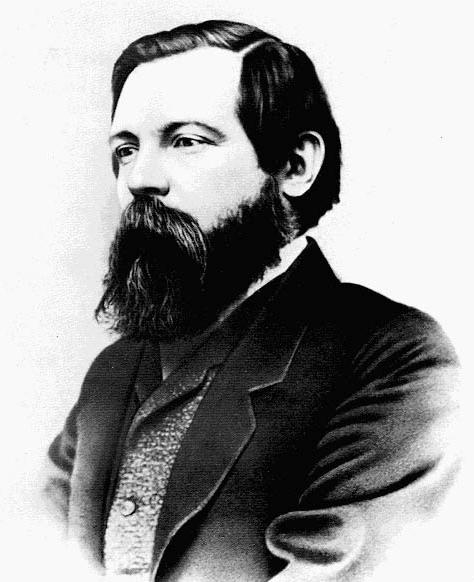
Friedrich Engels, quien argumentó que la propiedad estatal no elimina el capitalismo por sí solo

En Del socialismo utópico al socialismo científico (1880), Friedrich Engels describió la propiedad estatal, es decir, el capitalismo de Estado, de la siguiente manera:
Si la crisis reveló la incapacidad de la burguesía para seguir controlando las fuerzas productivas modernas, la conversión de las grandes organizaciones de producción y comunicación en sociedades anónimas y propiedad estatal muestra que para ello se puede prescindir de la burguesía. Todas las funciones sociales de los capitalistas ahora las llevan a cabo empleados asalariados. El capitalista ya no tiene ninguna actividad social salvo el embolsarse las rentas, el recorte de cupones y el juego en la bolsa de valores, donde los diferentes capitalistas se despluman mutuamente de su capital. Así como al principio el modo de producción capitalista desplazó a los trabajadores, ahora desplaza a los capitalistas, relegándolos a la población superflua aunque no en primera instancia al ejército industrial de reserva.
Engels argumentó que las herramientas para acabar con el capitalismo se encuentran en el capitalismo de Estado, escribiendo además:
Pero ni la conversión en sociedades anónimas ni en propiedad estatal priva a las fuerzas productivas de su carácter de capital. En el caso de las sociedades anónimas, esto es evidente. Y el Estado moderno, también, es sólo la organización de la que se proporciona la sociedad burguesa para mantener las condiciones externas generales del modo de producción capitalista contra las invasiones de los trabajadores o de los capitalistas individuales. El Estado moderno, cualquiera que sea su forma, es entonces el Estado de los capitalistas, el cuerpo colectivo ideal de todos los capitalistas. Cuantas más fuerzas productivas toma como propiedad suya, más se convierte en el verdadero cuerpo colectivo de los capitalistas, más ciudadanos explota. Los trabajadores siguen siendo asalariados, proletarios. La relación capitalista no se abolió; más bien se lleva al extremo. Pero en este extremo se transforma en su opuesto. La propiedad estatal de las fuerzas productivas no es la solución del conflicto, pero contiene en sí los medios formales, la clave de la solución.

Engels describió el capitalismo de Estado como una nueva forma o variante del capitalismo. En 1896, siguiendo a Engels, el socialdemócrata alemán Wilhelm Liebknecht dijo: "Nadie ha combatido más al socialismo de Estado que nosotros los socialistas alemanes; nadie ha demostrado más claramente que yo que el socialismo de Estado es realmente capitalismo de Estado".
Se quiere estatizar progresivamente una empresa tras otra. Esto quiere decir poner al Estado en el puesto de los empresarios privados, continuar con la estructura capitalista en la empresa, cambiando solo el explotador [...] Este (el estado) sustituye como contratista de trabajo a los empresarios privados y los obreros no ganan nada; además, el Estado consolida así su poder y su fuerza opresiva [...] Cuanto más reconoce la sociedad burguesa que a la larga no puede evitar el asalto de las ideas socialistas, tanto más nos acercamos al momento en que el socialismo de Estado será proclamado por la misma burguesía con gran fuerza. La batalla decisiva que la socialdemocracia deberá llevar a cabo con este último será presidida por el grito de combate: ¡ aquí la socialdemocracia! ¡allá el socialismo de Estado!
Se ha sugerido que el concepto de capitalismo de Estado se remonta a la crítica de Mijaíl Bakunin durante la Primera Internacional sobre el potencial de explotación estatal bajo el socialismo de inspiración marxista, o al argumento de Jan Waclav Machajski en The Intellectual Worker (1905) de que el socialismo era un movimiento de la intelectualidad como clase, que dio como resultado un nuevo tipo de sociedad que llamó capitalismo de Estado. Para los anarquistas, el socialismo de Estado es equivalente al capitalismo de Estado, por lo tanto opresivo y simplemente un cambio de los capitalistas privados al Estado como único empleador y capitalista.

En El imperialismo, fase superior del capitalismo y El imperialismo y la economía mundial, tanto Vladimir Lenin como Nikolai Bukharin, respectivamente, habían identificado de manera similar el crecimiento del capitalismo de Estado como una de las principales características del capitalismo en su época imperialista. En El Estado y la revolución, Lenin escribió que "la afirmación errónea reformista burguesa de que el capitalismo monopolista o el capitalismo monopolista estatal ya no es capitalismo, sino que ahora puede llamarse "socialismo de Estado", es además muy común". Durante la Primera Guerra Mundial, utilizando la idea de Lenin de que el zarismo estaba tomando un camino prusiano hacia el capitalismo, el bolchevique Nikolai Bujarin identificó una nueva etapa en el desarrollo del capitalismo en la que todos los sectores de la producción nacional y todas las instituciones sociales importantes habían sido administradas por el Estado: llamó a esta nueva etapa capitalismo de Estado. Después de la Revolución de Octubre, Lenin usó el término capitalismo de Estado de manera positiva. En la primavera de 1918, durante un breve período de liberalismo económico antes de la introducción del comunismo de guerra y nuevamente durante la Nueva Política Económica (NEP) de 1921, Lenin justificó la introducción del capitalismo de Estado controlado políticamente por la dictadura del proletariado para un mayor control central. y desarrollar las fuerzas productivas, haciendo la siguiente apreciación:
La realidad nos dice que el capitalismo de Estado sería un paso adelante. Si en poco tiempo pudiéramos lograr el capitalismo de Estado, sería una victoria.
Lenin argumentó que el Estado debería administrar temporalmente la economía, que finalmente sería asumida por los trabajadores. Para Lenin, el "capitalismo de Estado" no significaba que el Estado administraría la mayor parte de la economía, sino que el capitalismo de Estado sería uno de los cinco elementos de la economía:

El capitalismo de Estado sería un paso adelante en comparación con el Estado actual de las cosas en nuestra República Soviética. Si en aproximadamente seis meses se implantara el capitalismo de Estado en nuestra República, sería un gran éxito y una garantía segura de que dentro de un año el socialismo se habrá afianzado permanentemente.

### Por la izquierda
Como término y concepto, el capitalismo de Estado ha sido utilizado por varios comunistas, socialistas, anarquistas, marxistas, leninistas, marxista-leninistas y trotskistas.

#### Anarquistas
Quizás la crítica más temprana de la Unión Soviética como capitalista de Estado fue formulada por los anarquistas rusos como se documenta en el trabajo de Paul Avrich sobre el anarquismo ruso.

La afirmación de los anarquistas rusos se convertiría en estándar en las obras anarquistas. Sobre la Unión Soviética, la destacada anarquista Emma Goldman escribió un artículo de 1935 titulado "No hay comunismo en Rusia" en el que argumentó:
Tal condición de cosas puede llamarse capitalismo de Estado, pero sería fantástico considerarlo en cualquier sentido. La Rusia [...] soviética comunista, ahora debe ser obvio, es un despotismo absoluto políticamente y la forma más burda de capitalismo de Estado económicamente.
Al hablar del marxismo, Murray Bookchin dijo lo siguiente:
El marxismo, de hecho, se convierte en ideología. Es asimilado por las formas más avanzadas de movimiento capitalista de Estado, especialmente Rusia. Por una increíble ironía de la historia, el "socialismo" marxista resulta ser en gran parte el mismo capitalismo de Estado que Marx no pudo anticipar en la dialéctica del capitalismo. El proletariado, en lugar de convertirse en una clase revolucionaria dentro del seno del capitalismo, resulta ser un órgano dentro del cuerpo de la sociedad burguesa [...] Lenin sintió esto y describió el 'socialismo' como 'nada más que un monopolio capitalista de Estado hecho para beneficiar a todo el pueblo '. Esta es una declaración extraordinaria si uno piensa en sus implicaciones y un montón de contradicciones.
Al hablar sobre el leninismo, los autores de An Anarchist FAQ dicen:
En lugar de presentar un medio eficaz y eficiente de lograr la revolución, el modelo leninista es elitista, jerárquico y muy ineficaz para lograr una sociedad socialista. En el mejor de los casos, estos partidos juegan un papel dañino en la lucha de clases al alienar a activistas y militantes con sus principios organizativos y tácticas manipuladoras dentro de las estructuras y grupos populares. En el peor de los casos, estos partidos pueden tomar el poder y crear una nueva forma de sociedad de clases (capitalista de Estado) en la que la clase trabajadora es oprimida por nuevos jefes (es decir, la jerarquía del partido y sus designados).

#### Marxistas clásicos y ortodoxos
Inmediatamente después de la Revolución Rusa, muchos marxistas occidentales cuestionaron si el socialismo era posible en Rusia. Específicamente, Karl Kautsky dijo:

Es sólo la antigua gran propiedad terrateniente feudal la que ya no existe. Las condiciones en Rusia estaban maduras para su abolición, pero no estaban maduras para la abolición del capitalismo. El capitalismo vuelve a celebrar ahora una resurrección, pero en formas más opresivas y angustiosas para el proletariado que antes.

En lugar de asumir formas más industrializadas, el capitalismo privado ha asumido las formas más miserables y miserables de mercado negro y especulación monetaria. El capitalismo industrial se ha desarrollado para convertirse en capitalismo de Estado. Los antiguos funcionarios estatales y los funcionarios del capital privado fueron críticos, a menudo muy hostiles entre sí.

Consecuentemente, el trabajador descubrió que su ventaja residía en uno u otro a su vez. Hoy en día, la burocracia estatal y la burocracia capitalista se fusionan en una sola: ese es el resultado de la gran revolución socialista provocada por los bolcheviques. Constituye el más opresivo de todos los despotismos que Rusia haya tenido que sufrir.

Después de 1929, mencheviques exiliados como Fiódor Dan comenzaron a argumentar que la Rusia de Stalin constituía una sociedad capitalista de Estado. En el Reino Unido, el grupo marxista ortodoxo del Partido Socialista de Gran Bretaña desarrolló independientemente una doctrina similar. Aunque inicialmente partieron de la idea de que el capitalismo soviético se diferenciaba poco del capitalismo occidental, luego comenzaron a argumentar que la burocracia tenía en común su propiedad productiva, al igual que la Iglesia Católica. Como señala John O'Neill:

Independientemente de los otros méritos o problemas que tuvieran sus teorías, al argumentar que la revolución rusa fue desde el principio una revolución capitalista, evitaron la naturaleza ad hoc y post hoc de los relatos más recientes del capitalismo de Estado de inspiración maoísta y trotskista, que parten del supuesto que la revolución bolchevique inauguró una economía socialista que en alguna etapa posterior degeneró en capitalismo.

En un escrito en la revista menchevique Socialist Courier el 25 de abril, Rudolf Hilferding rechazó el concepto de capitalismo de Estado, señalando que tal como se practicaba en la Unión Soviética carecía de los aspectos dinámicos del capitalismo, como un mercado que fijaba los precios o un conjunto de empresarios e inversores. que asignó capital. Según Hilferding, el capitalismo de Estado no era una forma de capitalismo, sino más bien una forma de totalitarismo.

#### Izquierda comunista y comunismo consejista
Otro análisis temprano de la Unión Soviética como capitalista de Estado provino de varios grupos que abogaban por el comunismo de izquierda. Una tendencia importante de la izquierda comunista rusa de 1918 criticó el reempleo de las relaciones y los métodos de producción capitalistas autoritarios. Como argumentó Valerián Osinski en particular, la "gestión unipersonal" (en lugar de los comités democráticos de fábrica que los trabajadores habían establecido y Lenin abolió) y las otras imposiciones de la disciplina capitalista sofocarían la participación activa de los trabajadores en la organización de la producción. El taylorismo convirtió a los trabajadores en apéndices de máquinas y el trabajo a destajo impuso recompensas individualistas en lugar de colectivas en la producción, inculcando así los valores pequeñoburgueses en los trabajadores. En resumen, estas medidas fueron vistas como la retransformación de los proletarios dentro de la producción de sujetos colectivos a los objetos atomizados del capital. Se argumentó que la clase trabajadora tenía que participar conscientemente en la administración tanto económica como política. En 1918, esta tendencia dentro de los comunistas de izquierda enfatizó que el problema con la producción capitalista era que trataba a los trabajadores como objetos. Su trascendencia radica en la creatividad y participación consciente de los trabajadores, que recuerda la crítica de Marx a la alienación.
Este tipo de críticas revivieron en la izquierda del Partido Comunista de Rusia después del X Congreso de 1921, que introdujo la Nueva Política Económica (NEP). Muchos miembros de la Oposición obrera y del Grupo del Centralismo Democrático (ambos posteriormente prohibidos) y dos nuevos grupos comunistas de izquierda clandestinos, el Grupo Obrero de Gavril Myasnikov y el grupo Verdad de los Trabajadores, desarrollaron la idea de que Rusia se estaba convirtiendo en una sociedad capitalista de Estado gobernada por una clase burocrática. La versión más desarrollada de esta idea estaba en un folleto de 1931 de Myasnikov.
Las tradiciones comunistas de izquierda y de consejo fuera de Rusia consideran que el sistema soviético era capitalista de Estado, aunque algunos comunistas de izquierda como Amadeo Bordiga también se refirieron a él simplemente como capitalismo o modo de producción capitalista. Otto Rühle, un importante comunista de izquierda alemán, desarrolló esta idea a partir de la década de 1920 y más tarde fue articulada por el concejal comunista holandés Anton Pannekoek en "Capitalismo de Estado y dictadura" (1936).

#### Trotskistas
León Trotski afirmó que el término capitalismo de Estado "surgió originalmente para designar los fenómenos que surgen cuando un Estado burgués se hace cargo directamente de los medios de transporte o de las empresas industriales" y es, por tanto, una "negación parcial" del capitalismo.
Sin embargo, Trotski rechazó esa descripción de la Unión Soviética, alegando en cambio que era un Estado obrero degenerado. Después de la Segunda Guerra Mundial, la mayoría de los trotskistas aceptaron un análisis de los países del bloque soviético como estados obreros deformados. Sin embargo, opiniones alternativas dentro de la tradición trotskista han desarrollado la teoría del capitalismo de Estado como una nueva teoría de clases para explicar lo que consideran la naturaleza esencialmente no socialista de la Unión Soviética, Cuba, China y otros estados socialistas autoproclamados.
La discusión se remonta a los debates internos en la Oposición de Izquierda durante finales de la década de 1920 y principios de la de 1930. Ante Ciliga, un miembro de la Oposición de Izquierda encarcelado en Verkhne-Uralsk en la década de 1930, describió la evolución de muchos dentro de la Oposición de Izquierda a una teoría del capitalismo de Estado influenciada por el Grupo de Trabajadores de Gavril Myasnikov y otras facciones comunistas de izquierda.
Tras su liberación y su regreso a la actividad en la Oposición de Izquierda Internacional, Ciliga "fue uno de los primeros, después de 1936, en plantear la teoría [del capitalismo de Estado] en los círculos trotskistas". George Orwell, que era un izquierdista antiestalinista como Ciliga, utilizó el término en su Homenaje a Cataluña (1938).
Después de 1940, los trotskistas disidentes desarrollaron descripciones teóricamente más sofisticadas del capitalismo de Estado. Una formulación influyente ha sido la de la tendencia Johnson-Forest de C. L. R. James y Raya Dunayevskaya, quienes formularon su teoría a principios de la década de 1940 sobre la base de un estudio de los primeros tres planes quinquenales junto con las lecturas de los primeros escritos humanistas de Marx. Su evolución política los alejaría del trotskismo.
Otro es el de Tony Cliff, asociado con la Tendencia Socialista Internacional y el Partido Socialista Obrero Británico (SWP), que se remonta a finales de la década de 1940. A diferencia de Johnson-Forest, Cliff formuló una teoría del capitalismo de Estado que permitiría a su grupo seguir siendo trotskistas, aunque heterodoxos. Un texto relativamente reciente de Stephen Resnick y Richard D. Wolff, titulado Teoría de clases e historia, explora lo que ellos denominan capitalismo de Estado en la ex Unión Soviética, continuando un tema que ha sido debatido dentro de la teoría trotskista durante la mayor parte del siglo pasado.
Otros términos utilizados por los teóricos críticos de izquierda al discutir sociedades de estilo soviético incluyen colectivismo burocrático, estados obreros deformados, estados obreros degenerados y la "nueva clase".

#### Maoístas y marxistas-leninistas anti-revisionistas
En el programa común establecido por la Conferencia Consultiva Política del Pueblo Chino en 1949, en efecto, la constitución provisional del país, el capitalismo de Estado significaba un sistema económico de corporativismo. Establecía lo siguiente: "Siempre que sea necesario y posible, se alentará al capital privado a desarrollarse en la dirección del capitalismo de Estado".
Desde 1956 hasta finales de la década de 1970, el Partido Comunista de China y sus seguidores maoístas o anti-revisionistas en todo el mundo a menudo describieron a la Unión Soviética como capitalista de Estado, esencialmente utilizando la definición marxista aceptada, aunque sobre una base diferente y en referencia a una diferencia diferente lapso de tiempo de los trotskistas o de los comunistas de izquierda. Específicamente, los maoístas y sus descendientes usan el término capitalismo de Estado como parte de su descripción del estilo y la política de Nikita Khrushchev y sus sucesores, así como de líderes y políticas similares en otros estados autodenominados "socialistas". Esto estuvo involucrado en la división ideológica sino-soviética.
Después de la muerte de Mao Zedong, entre los partidarios de la Revolución Cultural y la Banda de los Cuatro, la mayoría extendió la formulación capitalista de Estado a la propia China y dejó de apoyar al Partido Comunista de China, que también se distanció de estos antiguos grupos fraternos. La teoría relacionada del hoxhaísmo fue desarrollada en 1978, en gran parte por el presidente socialista albanés Enver Hoxha, quien insistió en que el propio Mao había seguido políticas económicas capitalistas de Estado y revisionistas.
La mayoría de los grupos comunistas actuales descendientes de la tradición ideológica maoísta todavía adoptan la descripción de China y la Unión Soviética como capitalistas de Estado desde cierto punto de su historia en adelante; más comúnmente, la Unión Soviética desde 1956 hasta su colapso en 1991 y China desde 1976 hasta la actualidad. Los maoístas y los anti-revisionistas también usan a veces el término socialimperialismo para describir a los estados socialistas que ellos consideran realmente capitalistas en esencia; su frase, "socialista en palabras, imperialista en hechos" denota esto.

### Por economistas liberales

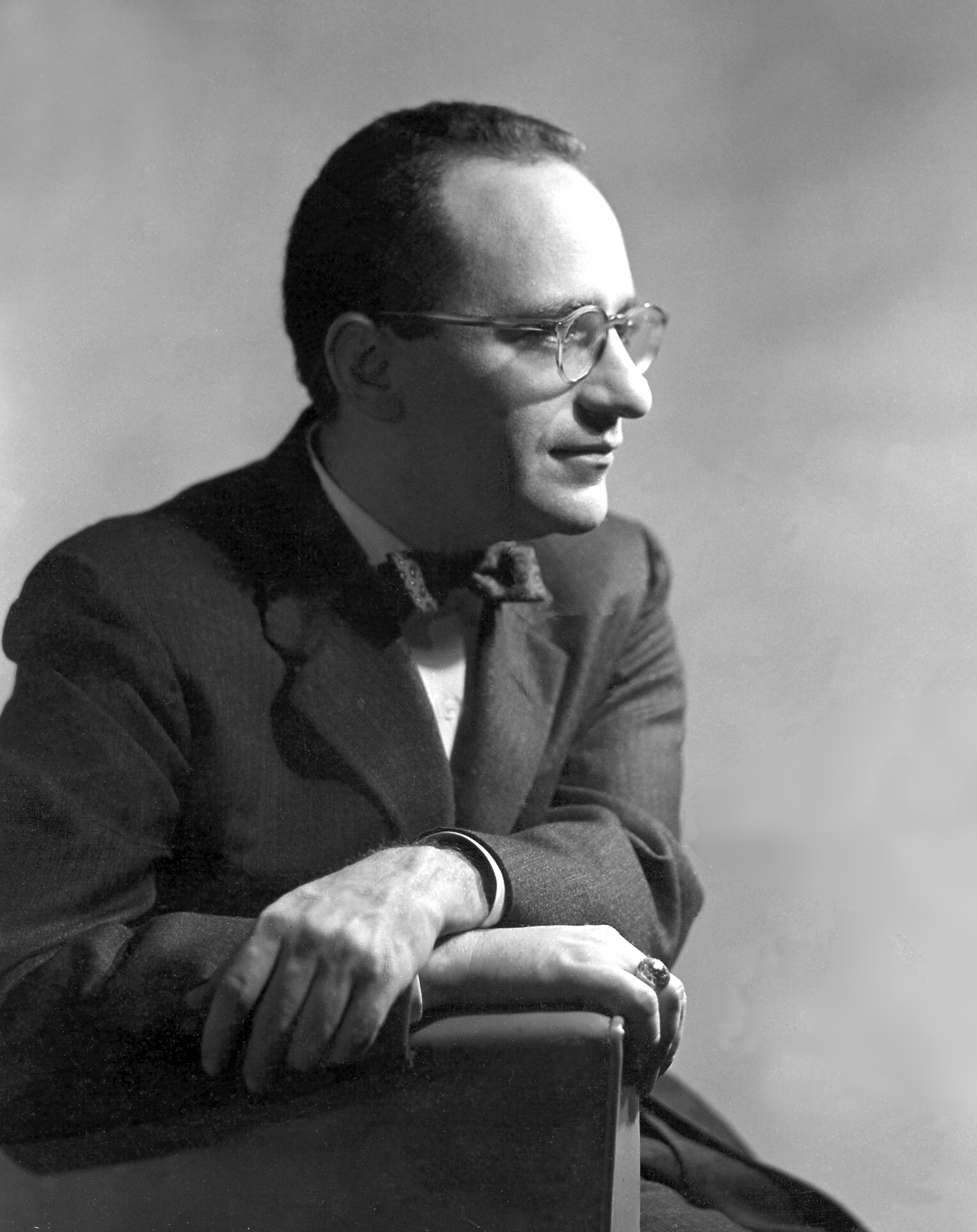
Murray Rothbard, quien adelantó un análisis libertario de derecha del capitalismo de Estado

Murray Rothbard, un filósofo anarcocapitalista, usó el término capitalismo de Estado de manera intercambiable con el término capitalismo monopolista de Estado y lo usó para describir una asociación del gobierno y las grandes empresas en la que el Estado interviene en nombre de los grandes capitalistas contra los intereses de los consumidores.

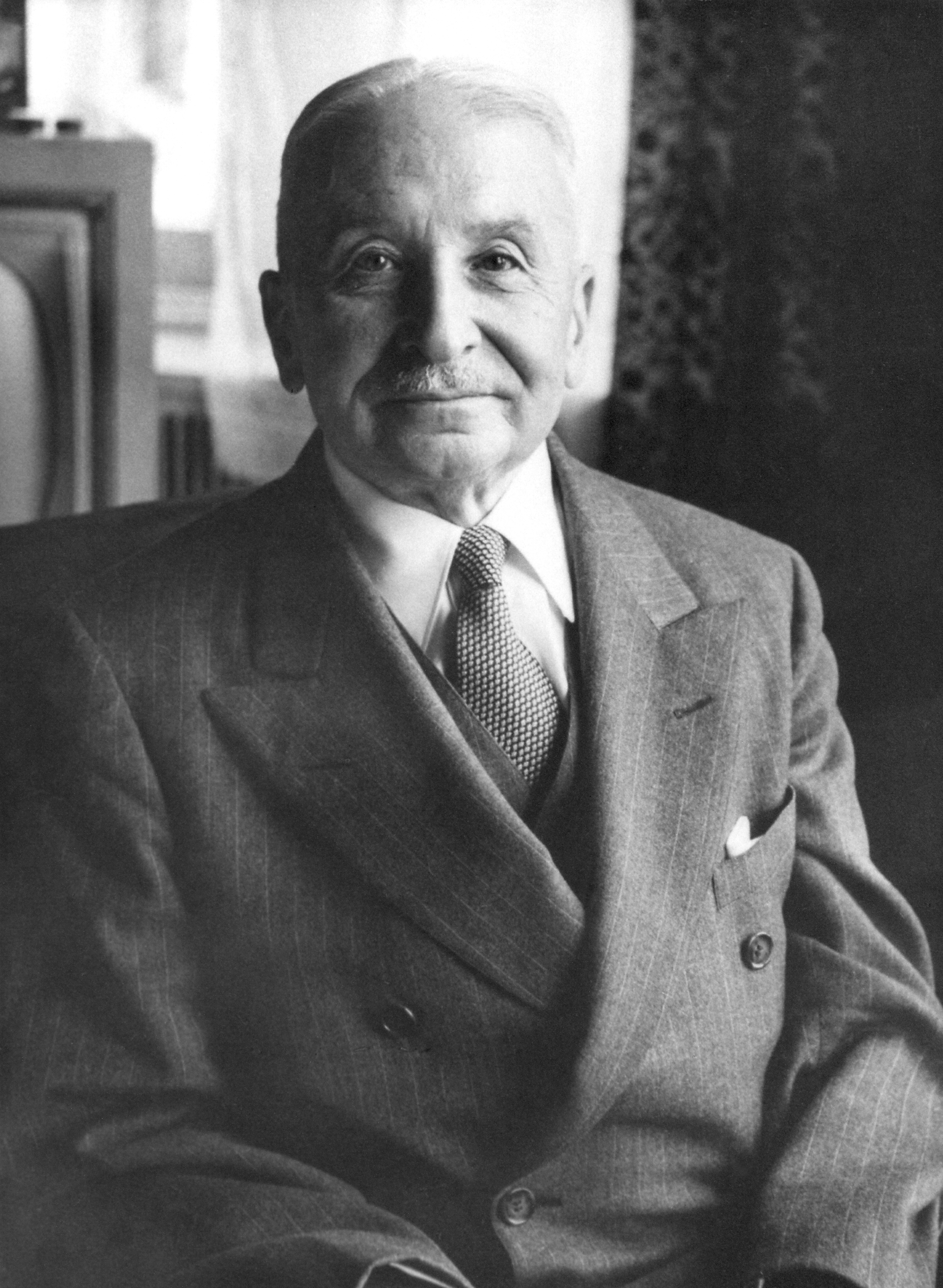
Ludwig von Mises, quien describió el capitalismo de Estado como una forma de socialismo de Estado

Rothbard lo distinguió del capitalismo laissez-faire, donde las grandes empresas no están protegidas de las fuerzas del mercado. Este uso data de la década de 1960, cuando Harry Elmer Barnes describió la economía estadounidense posterior al New Deal como "capitalismo de Estado". Más recientemente, Andrei Illarionov, exasesor económico del presidente ruso Vladímir Putin, renunció en diciembre de 2005, protestando por la "adopción del capitalismo de Estado" por parte de Rusia.

Los liberales clásicos no utilizan el término capitalismo de Estado para describir la propiedad pública de los medios de producción. La explicación del por qué la da el economista de la Escuela Austriaca Ludwig von Mises, quien argumentó:
El movimiento socialista se esmera en hacer circular frecuentemente nuevas etiquetas para su Estado idealmente construido. Cada etiqueta gastada es reemplazada por otra que genera esperanzas de una solución definitiva del insoluble problema básico del socialismo, hasta que se vuelve obvio que no se ha cambiado nada más que el nombre. El lema más reciente es "Capitalismo de Estado". No es común darse cuenta de que esto no cubre más que lo que solía llamarse Economía Planificada y Socialismo de Estado, y que el Capitalismo de Estado, la Economía Planificada y el Socialismo de Estado divergen sólo en aspectos no esenciales del ideal "clásico" del socialismo igualitario.

### Por fascistas italianos

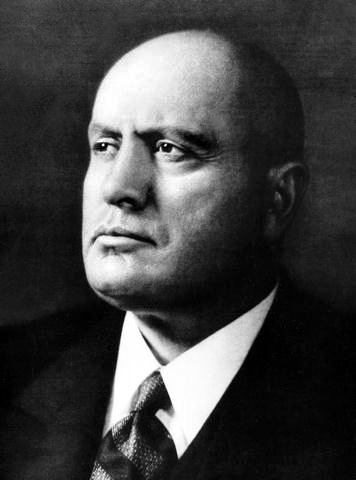
Benito Mussolini, quien afirmó que la fase moderna del capitalismo es el socialismo de Estado "volteado"

En cuestiones económicas, el líder fascista italiano Benito Mussolini afirmó en 1933 que si el fascismo siguiera la fase moderna del capitalismo, su camino "conduciría inexorablemente al capitalismo de Estado, que es ni más ni menos que el socialismo de Estado dado la vuelta". En cualquier caso, [ya sea que el resultado sea el capitalismo de Estado o el socialismo de Estado] el resultado es la burocratización de las actividades económicas de la nación".
Mussolini afirmó que el capitalismo había degenerado en tres etapas, comenzando con el capitalismo dinámico o heroico (1830-1870), seguido por el capitalismo estático (1870-1914) y luego alcanzando su forma final de capitalismo decadente, también conocido como supercapitalismo a partir de 1914.
Mussolini denunció al supercapitalismo por provocar la "estandarización de la humanidad" y por provocar un consumo excesivo. Mussolini afirmó que en esta etapa del supercapitalismo "[es] entonces cuando una empresa capitalista, cuando surgen las dificultades, se arroja como un peso muerto en los brazos del Estado. Es entonces cuando comienza la intervención estatal y se hace más necesaria. Es entonces cuando los que alguna vez ignoraron al Estado, ahora lo buscan con ansiedad ". Debido a la incapacidad de las empresas para operar adecuadamente cuando enfrentan dificultades económicas, Mussolini afirmó que esto probaba que la intervención estatal en la economía era necesaria para estabilizar la economía.
Mussolini afirmó que se podría evitar que el capitalismo dinámico o heroico y la burguesía degeneren en capitalismo estático y luego en supercapitalismo solo si se abandona el concepto de individualismo económico y si se introduce la supervisión estatal de la economía. La empresa privada controlaría la producción, pero sería supervisada por el Estado. El fascismo italiano presentó el sistema económico del corporativismo como la solución que preservaría la propiedad y la empresa privada al tiempo que permitiría al Estado intervenir en la economía cuando la empresa privada fracasara.

## En países occidentales y estudios europeos
Una definición alternativa es que el capitalismo de Estado es una relación estrecha entre el gobierno y el capitalismo privado, como aquella en la que los capitalistas privados producen para un mercado garantizado. Un ejemplo de esto sería el complejo militar-industrial en el que las empresas empresariales autónomas producen por lucrativos contratos gubernamentales y no están sujetas a la disciplina de los mercados competitivos.
Tanto la definición trotskista como esta se derivan de la discusión entre marxistas a principios del siglo XX, sobre todo Nikolai Bujarin, quien en su libro Imperialismo y economía mundial pensaba que los países imperialistas avanzados exhibían esta última definición y consideraba (y rechazaba) la posibilidad de que pudieran llegar al primero.
El capitalismo de Estado es practicado por una variedad de países occidentales con respecto a ciertos recursos estratégicos importantes para la seguridad nacional. Estos también pueden involucrar inversión privada. Un gobierno puede poseer o incluso monopolizar la producción de petróleo o la infraestructura de transporte para garantizar la disponibilidad en caso de guerra. Los ejemplos incluyen Neste, Equinor y OMV.
Existen límites según los argumentos de que el capitalismo de Estado existe para garantizar que la creación de riqueza no amenace el poder político de la élite gobernante, que permanece libre de amenazas por las estrechas conexiones entre el gobierno y las industrias, mientras que los temores del capitalismo de Estado a la destrucción creativa del capitalismo, la amenaza de revolución y los cambios significativos en el sistema dan como resultado la persistencia de industrias que han sobrevivido a su utilidad económica y un entorno económico ineficiente que está mal equipado para inspirar la innovación.
Varios académicos y economistas políticos europeos han utilizado el término para describir una de las tres principales variedades de capitalismo que prevalecen en el contexto moderno de la Unión Europea. Este enfoque está influenciado principalmente por el artículo de Schmidt (2002) sobre Los futuros del capitalismo europeo, en el que divide el capitalismo europeo moderno en tres grupos, a saber, mercado, administrado y estatal. Aquí, el capitalismo de Estado se refiere a un sistema donde la alta coordinación entre el Estado, las grandes empresas y los sindicatos asegura el crecimiento económico y el desarrollo en un modelo casi corporativista.
El autor cita a Francia y, en menor medida, a Italia como los principales ejemplos del capitalismo de Estado europeo moderno. Ernesto Screpanti desarrolló una teoría general de las formas capitalistas, según la cual el capitalismo de Estado es un caso particular, y argumentó que las economías de tipo soviético del siglo XX utilizaron el capitalismo de Estado para sustentar procesos de acumulación primitiva. En su análisis histórico de la Unión Soviética, los economistas marxistas Richard D. Wolff y Stephen Resnick identifican al capitalismo de Estado como el sistema de clases dominante a lo largo de la historia de la Unión Soviética.

### Capitalismo monopolista de Estado
La teoría del capitalismo monopolista estatal fue inicialmente una doctrina neo-estalinista popularizada después de la Segunda Guerra Mundial. El término se refiere a un entorno en el que el Estado interviene en la economía para proteger a las grandes empresas monopolísticas u oligopólicas de la competencia de empresas más pequeñas.
El principio fundamental de la ideología es que las grandes empresas, habiendo logrado una posición de monopolio o cartel en la mayoría de los mercados importantes, se fusionan con el aparato gubernamental. Por lo tanto, se produce una especie de oligarquía o conglomerado financiero, mediante el cual los funcionarios del gobierno tienen como objetivo proporcionar el marco social y legal dentro del cual las corporaciones gigantes pueden operar de manera más efectiva. Se trata de una asociación estrecha entre las grandes empresas y el gobierno y se argumenta que el objetivo es integrar completamente a los sindicatos en esa asociación.
La teoría del capitalismo monopolista de Estado tiene como objetivo definir la etapa histórica final del capitalismo después del capitalismo monopolista, en consonancia con la definición de Lenin de las características del imperialismo en su breve panfleto del mismo nombre. Ocasionalmente, el concepto del capitalismo monopolista de Estado también aparece en las teorías neotrotskistas del capitalismo de Estado, así como en las teorías libertarias antiestatales. El análisis realizado suele ser idéntico en sus principales características, pero de él se extraen conclusiones políticas muy diferentes.

#### Implicaciones políticas
La implicación política estratégica de la teoría del stamocap hacia el final de la era de Iósif Stalin y posteriormente fue que el movimiento obrero debería formar una alianza democrática popular bajo el liderazgo del partido comunista con las clases medias progresistas y las pequeñas empresas contra el Estado y las grandes empresas (llamado monopolio para abreviar). A veces, esta alianza también se llamó alianza antimonopolio. En la Conferencia Afroasiática de 1965, pronunciada en el Segundo Seminario Económico de Solidaridad Afroasiática en Argel, el Che Guevara argumentó que "desde que el capital monopolista se apoderó del mundo, ha mantenido a la mayor parte de la humanidad en la pobreza, dividiendo todas las ganancias entre el grupo de los países más poderosos. El nivel de vida en esos países se basa en la pobreza extrema de nuestros países”.

#### Teoría neotrotskista
En la teoría neotrotskista, tal alianza fue rechazada porque se basaba en una estrategia falsa de frentes populares o en el oportunismo político, que se decía que era incompatible con una revolución permanente o con el principio de acción política independiente de la clase trabajadora.
El Estado en las sociedades de tipo soviético fue redefinido por los neotrotskistas como un capitalista monopolista estatal. No hubo diferencia entre Occidente y Oriente a este respecto. En consecuencia, se dijo que se requería algún tipo de revolución antiburocrática, pero diferentes grupos trotskistas se pelearon sobre qué forma tendría que tomar, o podría tomar, tal revolución.
Algunos trotskistas creían que la revolución antiburocrática ocurriría de manera espontánea, inevitable y natural, otros creían que necesitaba ser organizada, con el objetivo de establecer una sociedad propiedad de la clase trabajadora y operada por ella. Según los neotrotskistas, el partido comunista no podía desempeñar su papel de liderazgo porque no representaba los intereses de la clase trabajadora.

#### Crítica
Cuando Varga introdujo la teoría, los economistas estalinistas ortodoxos la atacaron por ser incompatible con la doctrina de que la planificación estatal era una característica exclusiva del socialismo y que "bajo el capitalismo reina la anarquía de la producción".
Los críticos de la teoría del capitalismo monopolista estatal (por ejemplo, Ernest Mandel y Leo Kofler) afirmaron lo siguiente:
- La teoría del capitalismo monopolista de Estado implicaba erróneamente que el Estado podía de alguna manera anular la competencia intercapitalista, las leyes de movimiento del capitalismo y las fuerzas del mercado en general, supuestamente anulando la operación de la ley del valor.
- La teoría del capitalismo monopolista estatal carecía de una explicación sofisticada de la base de clase del Estado y los vínculos reales entre gobiernos y élites. Postulaba una estructura monolítica de dominación que en realidad no existía de esa manera.
- La teoría del capitalismo monopolista estatal no logró explicar el surgimiento de la ideología neoliberal en la clase empresarial, que afirma precisamente que un objetivo social importante debería ser la reducción de la influencia del Estado en la economía.
- La teoría del capitalismo monopolista estatal no logró mostrar claramente cuál era la diferencia entre un Estado socialista y un Estado burgués, excepto que en un Estado socialista el partido comunista, o más bien su comité central, desempeñaba el papel político principal. En ese caso, el contenido de clase del propio Estado se definió puramente en términos de la política del partido político gobernante o de su comité central.

## Formas actuales en elsigloXXI
El capitalismo de Estado se distingue de las economías mixtas capitalistas donde el Estado interviene en los mercados para corregir fallas del mercado o para establecer una regulación social o disposiciones de bienestar social de la siguiente manera: el Estado opera negocios con el propósito de acumular capital y dirigir la inversión en el marco de un mercado libre o una economía de mercado mixto. En tal sistema, las funciones gubernamentales y los servicios públicos a menudo se organizan como corporaciones, empresas o empresas comerciales.

### China continental
Muchos analistas afirman que China es uno de los principales ejemplos de capitalismo de Estado en el siglo XXI. En su libro "El fin del mercado libre: quién gana la guerra entre estados y corporaciones", el politólogo Ian Bremmer describe a China como el principal impulsor del surgimiento del capitalismo de Estado como un desafío a las economías de libre mercado del mundo desarrollado, particularmente después de la crisis financiera de 2008. Bremmer traza una definición amplia del capitalismo de Estado como tal:

En este sistema, los gobiernos utilizan varios tipos de empresas estatales para gestionar la explotación de recursos que consideran las joyas de la corona del Estado y para crear y mantener una gran cantidad de puestos de trabajo. Utilizan empresas privadas selectas para dominar ciertos sectores económicos.

Utilizan los denominados fondos soberanos de inversión para invertir su dinero extra en formas que maximicen las ganancias del Estado. En los tres casos, el Estado está utilizando los mercados para crear riqueza que puede dirigirse como los funcionarios políticos consideren oportuno. Y en los tres casos, el motivo último no es económico (maximizar el crecimiento) sino político (maximizar el poder del Estado y las posibilidades de supervivencia del liderazgo). Esta es una forma de capitalismo, pero en la que el Estado actúa como el actor económico dominante y utiliza los mercados principalmente para obtener beneficios políticos.

Siguiendo a Bremmer, Aligica y Tarko Desarrollar aún más la teoría de que el capitalismo de Estado en países como la China y Rusia de hoy en día es un ejemplo de una sociedad de búsqueda de rentas. Argumentan que después de darse cuenta de que los sistemas socialistas de planificación centralizada no podían competir eficazmente con las economías capitalistas, las élites políticas del antiguo Partido Comunista están tratando de diseñar una forma limitada de liberalización económica que aumente la eficiencia y al mismo tiempo les permita mantener el control y el poder político.
En su artículo "Todos somos capitalistas de Estado ahora", el historiador británico y profesor Laurence A. Tisch de historia en la Universidad de Harvard Niall Ferguson advierte contra "una simplificación excesiva inútil para dividir el mundo en campos de "capitalistas de mercado" y "capitalistas de Estado". La realidad es que la mayoría de los países se organizan a lo largo de un espectro en el que varían tanto la intención como el alcance de la intervención estatal en la economía". Luego señala: "La verdadera contienda de nuestro tiempo no es entre una China capitalista de Estado y una América capitalista de mercado, con Europa en algún lugar en el medio. Es una contienda que se desarrolla dentro de las tres regiones mientras todos luchamos por atacar el justo equilibrio entre las instituciones económicas que generan riqueza y las instituciones políticas que la regulan y redistribuyen".
En el programa común establecido por la Conferencia Consultiva Política del Pueblo Chino en 1949, en efecto, la constitución provisional del país, el capitalismo de Estado significaba un sistema económico de corporativismo. Establecía lo siguiente: "Siempre que sea necesario y posible, se alentará al capital privado a desarrollarse en la dirección del capitalismo de Estado".
El análisis del modelo chino y la economía de mercado socialista por los economistas Julan Du y Chenggang Xu encuentra que el sistema económico contemporáneo de la República Popular China representa un sistema capitalista de Estado en oposición a un sistema socialista de mercado. La razón de esta categorización es la existencia de mercados financieros en el sistema económico chino, que están ausentes en la literatura socialista de mercado y en los modelos clásicos de socialismo de mercado; y que las empresas retienen los beneficios estatales en lugar de distribuirlos equitativamente entre la población en un esquema de renta básica / dividendo social o similar, que son características importantes en la literatura socialista de mercado. Concluyen que China no es una forma de socialismo de mercado ni una forma estable de capitalismo.
A pesar de estas afirmaciones, el gobierno chino sostiene que estas reformas son en realidad la etapa primaria del socialismo. y el Partido Comunista de China permanece nominalmente dedicado a establecer una sociedad socialista y, posteriormente, a convertirse en un comunismo pleno.

### Taiwán
Algunos economistas taiwaneses se refirieron al modelo económico de Taiwán durante el período de la dictadura del KMT como capitalismo de partido-Estado. Durante esta era, la economía de Taiwán había sido clasificada como un sistema capitalista de Estado influenciado por su modelo leninista de control político. Hoy en día, la economía de Taiwán incluye una serie de empresas estatales, pero el papel del Estado en la economía ha pasado de ser un empresario a un inversor minoritario en empresas junto con la agenda de democratización de finales de la década de 1980.

### Noruega
El capitalismo de Estado noruego moderno tiene sus orígenes en la propiedad pública de las reservas de petróleo del país y en las reformas socialdemócratas del país posteriores a la Segunda Guerra Mundial. El gobierno de Noruega tiene participaciones en muchas de las empresas que cotizan en bolsa más grandes del país, y posee el 37% del mercado de valores de Oslo. y opera las empresas no cotizadas más grandes del país, incluidas Equinor y Statkraft. El gobierno también opera un fondo soberano, el Fondo de Pensiones del Gobierno de Noruega, cuyo objetivo parcial es preparar a Noruega para un futuro post-petróleo.

### Singapur
Singapur ha atraído a algunas de las corporaciones más poderosas del mundo a través de una legislación favorable a los negocios y mediante el fomento del corporativismo de estilo occidental, con una estrecha cooperación entre el Estado y las corporaciones. Las grandes participaciones de Singapur de empresas vinculadas al gobierno y la estrecha cooperación del Estado con las empresas son aspectos definitorios de la economía de Singapur. El gobierno de Singapur posee acciones de control en muchas empresas vinculadas al gobierno y dirige la inversión a través de fondos soberanos, un acuerdo comúnmente citado como capitalismo de Estado.